# Агнес фон Изенбург-Бюдинген
Агнес фон Изенбург-Бюдинген (на немски: Agnes von Isenburg-Büdingen; * пр. 1448; † сл. 1497) е графиня от Изенбург-Бюдинген и чрез женитба графиня на Вертхайм (1448 – 1482).

## Произход
Тя е дъщеря на граф Дитер I фон Изенбург-Бюдинген († 1461) и съпругата му графиня Елизабет фон Золмс-Браунфелс († 1451), дъщеря на граф Ото I фон Золмс-Браунфелс и Агнес фон Фалкенщайн-Мюнценберг. Сестра е на Дитер фон Изенбург († 1482), който е архиепископ на Майнц (1459 – 1461 и 1475 – 1482).

## Фамилия
Агнес фон Изенбург-Бюдинген се омъжва пр. 14 януари 1448 г. за граф Вилхелм I фон Вертхайм (* 1421; † 1 май 1482), син на граф Михаел I фон Вертхайм († 1440) и София фон Хенеберг († 1441). Те имат десет деца:
- Маргарета († сл. 18 ноември 1502)
- София († сл. 1491)
- Михаел II фон Вертхайм (* ок. 1450; † 24 март 1531), граф на Вертхайм-Бройберг, женен за графиня Барбара фон Еберщайн в Ной-Еберщайн († 1 август 1529)
- Вилхелм (* пр. 1461; † 11 август 1490)
- Лудвиг († сл. 1508)
- Еразмус/Азмус фон Вертхайм († 28 февруари 1509), граф на Вертхайм-Бройберг, женен ок. 7 януари 1489 г. в Мозбах за графиня Доротея фон Ринек-Грюнсфелд-Лауда († 24 март 1503)
- Бригита († 1506)
- Елизабет († 15 юни 1525)
- Катарина († сл. 1507)
- Амалия фон Вертхайм (* ок. 1450; † сл. 1532), омъжена ок. 1502 г. за Гумпрехт III фон Нойуенар граф на Лимбург († 1505)